# Alabaster (manga)
Alabaster es un manga escrito y dibujado por Osamu Tezuka, publicado en Akita Shoten's Weekly Shōnen Champion entre diciembre de 1970 a junio de 1971, con un total de 10 capítulos. Fue publicado en España por la editorial Astiberri en un tomo recopilatorio de 488 páginas en el año 2014, y en 2022 también fue publicado por planeta DeAgostini.

## Argumento
James Block, un exitoso atleta negro, es rechazado por la mujer que ama. Fuera de sí, atropella y mata accidentalmente a un hombre por lo que acaba en prisión. En la cárcel se encuentra con un misterioso científico quien le asegura haber creado un rayo que puede volverlo invisible. Tras su liberación, encuentra el laboratorio donde está escondido y decide probarlo en todo su cuerpo; debido al intenso dolor, no se expuso durante mucho tiempo y solo su piel se volvió invisible, otorgándole un aspecto monstruoso. Inculcado por el odio a todo lo bello, bajo el nombre de Alabaster, se dispone a fundar una banda criminal empeñada en destruir la belleza del mundo.

## Personajes
Alabaster (James Block)
Susan Ross
Gonzáles: El guardia de Susan Ross
Dr. F: Científico, creador del rayo de invisibilidad 
Ami
Fiscal Ozawa: La mamá de Kanihei y madre adoptiva de Ami
Kanihei: Hermano de Ami
Gen (Genya Yamagata)
Sansuke: Miembro de la banda de Alabaster
Rock Holmes: Agente del FBI
- Datos: Q4705416